# 티머시 허턴
티머시 허턴(Timothy Hutton, 1960년 8월 16일 ~ )은 미국의 배우이다.

## 출연 작품
- 라스트 홀리데이 - 매튜 크레이건 역
- 보통 사람들
- 프렌치 키스
- 유령작가
- 올 더 머니 - 오스왈드 힌지 역
- 더 롱 홈